# Aaron Olson
Pour les articles homonymes, voir Olson.
Aaron Olson, né le 11 mai 1978 à Whitehorse, au Canada, est un ancien joueur néo-zélandais de basket-ball, évoluant au poste de meneur. 